# Firmin Bouisset
Pour les articles homonymes, voir Bouisset (homonymie).
Firmin Maurice Étienne Bouisset, né le 2 septembre 1859 à Moissac et mort le 19 mars 1925 à Paris, est un illustrateur, lithographe et affichiste français.

## Biographie

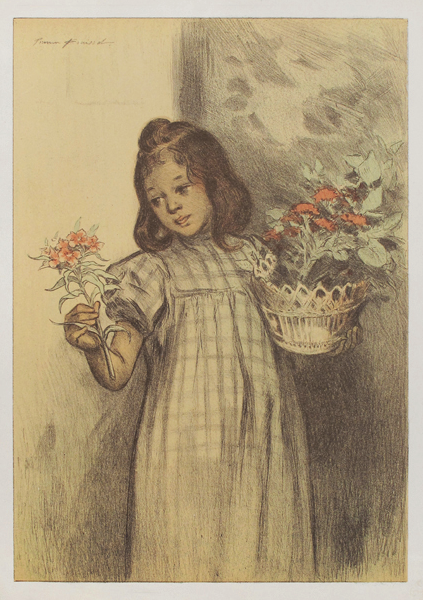
La Bouquetière (1898), lithographie.

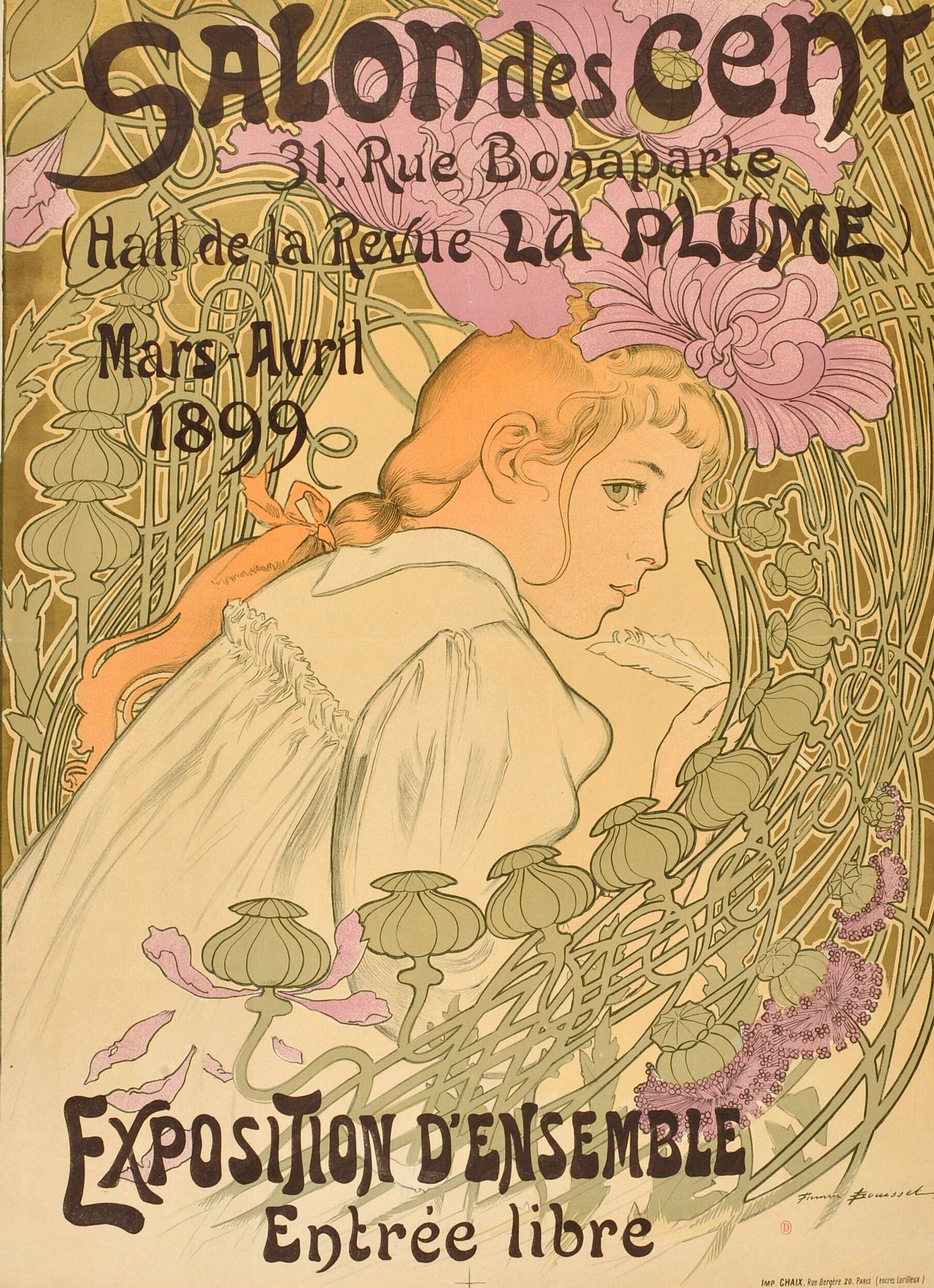
Salon des Cent (1899), affiche.

Né le 2 septembre 1859 à Moissac, d’un père meunier, Firmin Bouisset entre à l'École des beaux-arts de Toulouse en 1877, en classe de modèle vivant. Il est ensuite reçu au concours des Beaux-Arts de Paris en mars 1880 dans la classe de d'Alexandre Cabanel, et expose deux portraits peints la même année au Salon des artistes français. En 1883, il exécute, sur la demande du directeur de la fabrique de faïence de Sarreguemines, des dessins pour décorer un service qui furent remarqués.
Firmin Bouisset commence sa carrière en créant de nombreux chromos (« images pour enfants sages ») et en illustrant de très nombreux ouvrages pour enfants qui connurent un immense succès à l'époque, mais c'est par ses affiches qu'il est encore connu aujourd'hui, puisque les plus emblématiques d'entre elles, la Petite Menier écrivant sur un mur et le petit écolier de LU font encore partie aujourd'hui du paysage publicitaire mais aussi du patrimoine culturel francophone. Bouisset était en son temps le peintre de l'enfance. Il prenait toujours ses enfants pour modèle : Yvonne sa fille pour le chocolat Menier ou Jacques, son fils, pour le petit écolier de LU.
Mais Bouisset n'a jamais, au-delà de la publicité, arrêté ni la peinture, ni la gravure. Avant la Première Guerre mondiale, il tente même d'ouvrir à Moissac un musée de la gravure avec des planches rares des meilleurs artistes du moment, mais ce musée, peu soutenu par la municipalité de l'époque, fut très éphémère. Il est membre du jury de la gravure et des arts décoratifs, officier de l'Instruction publique depuis 1897, et chevalier de la Légion d’honneur depuis février 1903.
Son fils épouse en 1913 la fille d'Abel Mignon, la peintre et graveuse Yvonne Bouisset-Mignon (1891-1978).
Firmin Bouisset meurt le 19 mars 1925 à Paris, et est inhumé à Santeuil.

## Distinctions
- Officier de l'Instruction publique (1897)
- Chevalier de la Légion d'honneur (décret du 5 février 1903)

## Postérité
Un Espace Firmin Bouisset a ouvert ses portes en juillet 2021 à Castelsarrasin dans l'ancien hôtel particulier appelé « Maison d'Espagne », à quelques encablures de Moissac, sa ville natale. Y sont conservés sur deux étages une bonne partie de ses œuvres graphiques et de ses publicités.
En 2014, les Éditions Privat ont publié La Pub, un jeu d'enfants, un livre sur la vie et l'œuvre de Firmin Bouisset par Annie-Claude Elkaïm.
Le peintre Jean Coladon a réalisé en hommage à Firmin Bouisset un mur peint de 110 m2, visible à Moissac dans le jardin Firmin Bouisset, mur très endommagé aujourd'hui.
Du 18 mars au 06 juillet 2025, l'exposition "L'art est dans la rue" au musée d'Orsay, met à l'honneur les deux affiches iconiques de Firmin Bouisset. Son petit écolier guide les jeunes visiteurs. 
En mai 2025, à l'occasion du centenaire de sa disparition, l'association Santeuil-patrimoine organise une exposition hommage, retraçant la vie et l’œuvre de Firmin, à la mairie de Santeuil.

## Œuvres

### Illustration d'ouvrages
- N’a qu’un œil de Léon Cladel, 1882-1886.
- La Journée de Bébé, album en couleurs, 1884.
- Ce que disent les fleurs, 1889.
- Faits et gestes d’enfants, 1891.
- Mémoires d’un gros sou, 1891.
- La Petite Princesse, 1891.
- Contes rustiques, 1891.
- Contes de Perrault, 1895.
- Jésus et nos petits enfants, 1898.

### Affiche
- Chocolat Menier, 1892-1900.
- Jouets, pour le Bazar de l’Hôtel-de-Ville, 1892.
- Noël, pour La Ménagère, 1893.
- Jouets, pour La Samaritaine, 1893.
- Entrepôt de liqueurs d’Ivry, 1893.
- Véritable extrait de viande Liebig, imprimerie Camis, 1893.
- Le Petit Méridional, 1893.
- Sucre d’orge de l’Abeille, 1893.
- Le Petit Havrais, 1894.
- Bière Grüber, 1895.
- Bec Deselle, 1895.
- Nestlé’s Milk, 1895.
- JOB, 1895.
- Chocolat Poulain, 1897.
- Poudre bleue, 1897.
- Biscuits Lefèvre-Utile, 1897.
- Plus de Microbes !, 1897.
- La Saxolèine, 1897.
- Couveuse artificielle, 1897.
- Ouate de tourbe, 1897.
- Pierrot, 1898.
- Maggi, 1899.
- Biberon Robert, 1899.

Œuvres de Firmin Bouisset
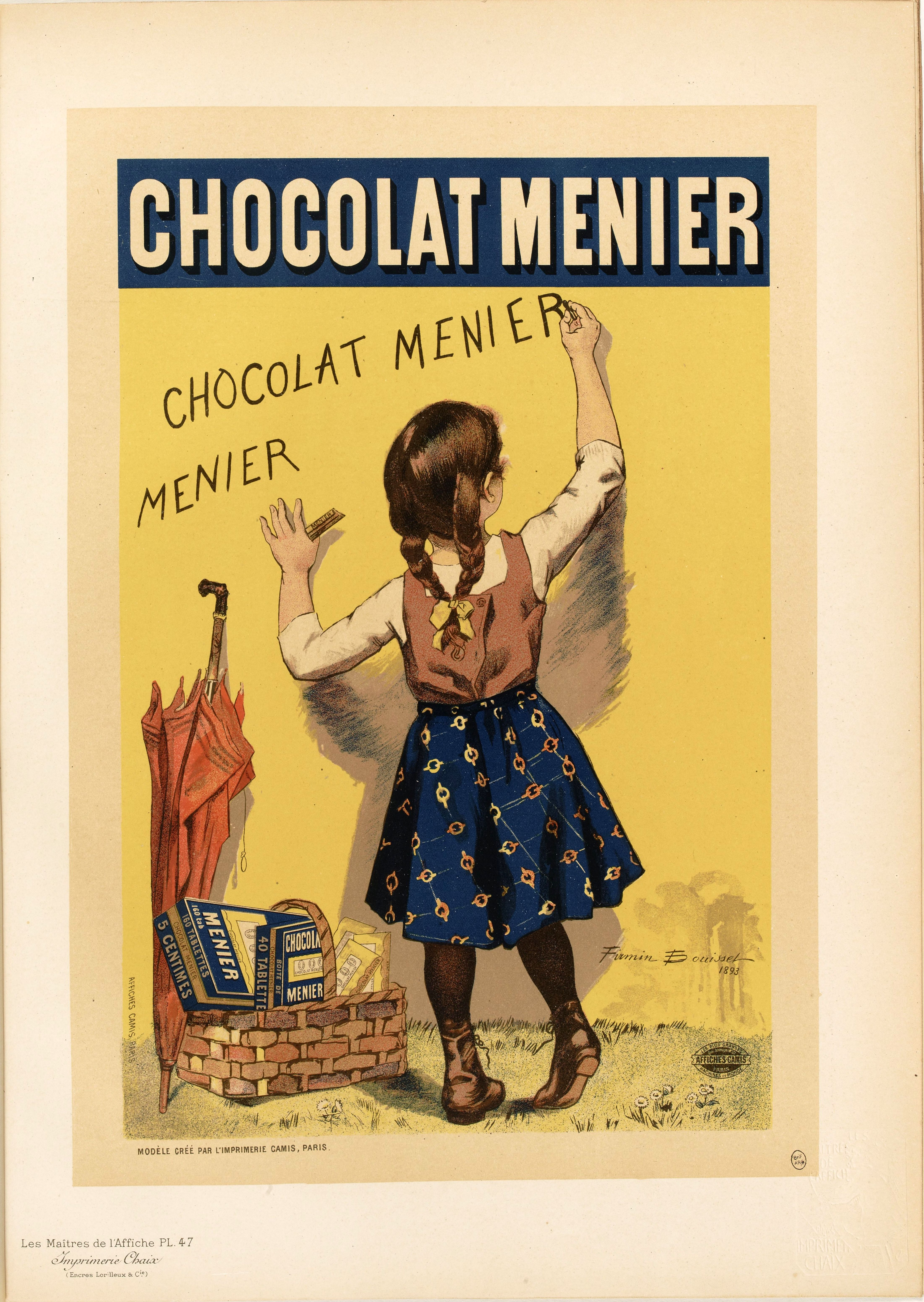
Chocolat Menier (1895), affiche[10].
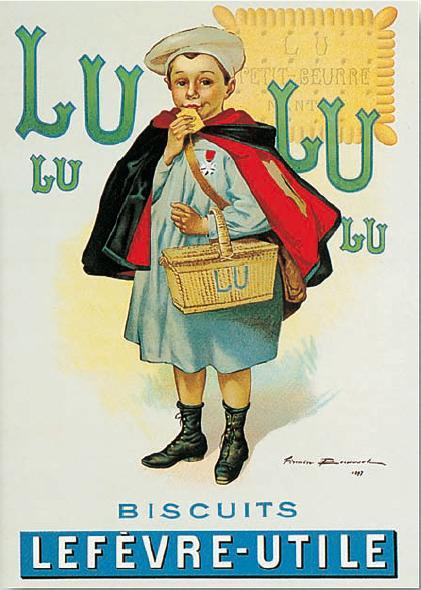
Biscuits Lefevre-Utile (1897), affiche.
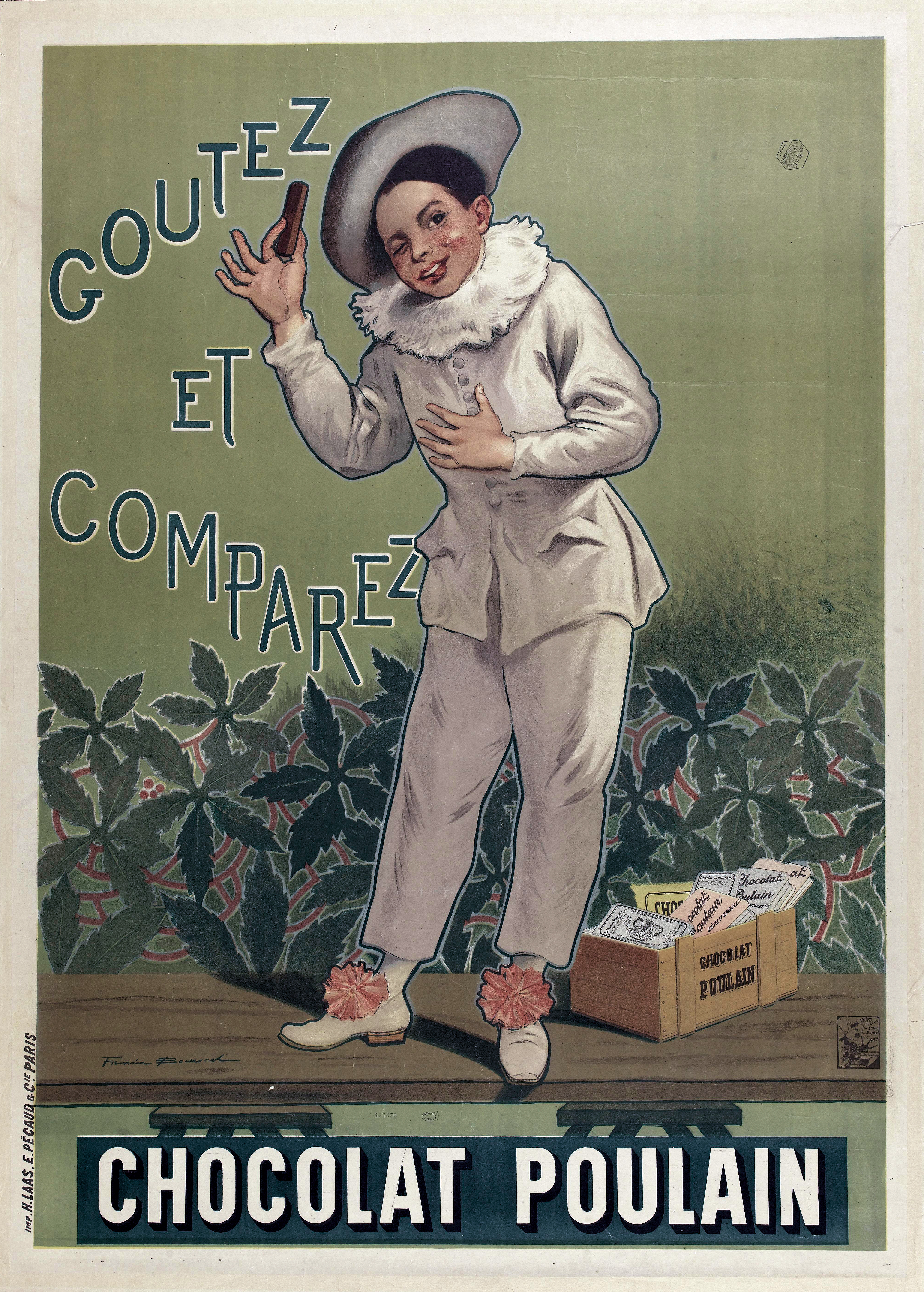
Chocolat Poulain (vers 1898), affiche.
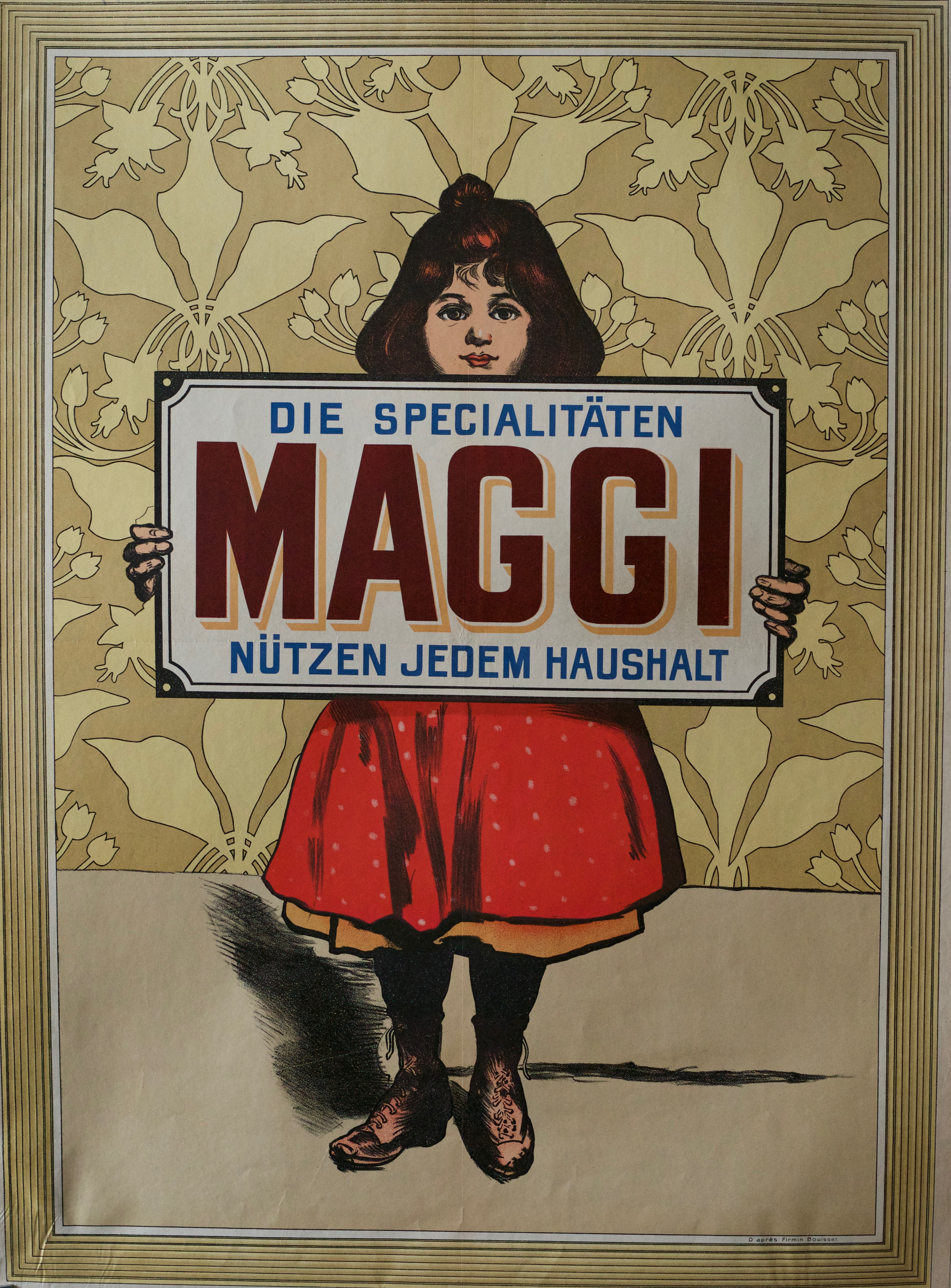
Maggi (1900), affiche.
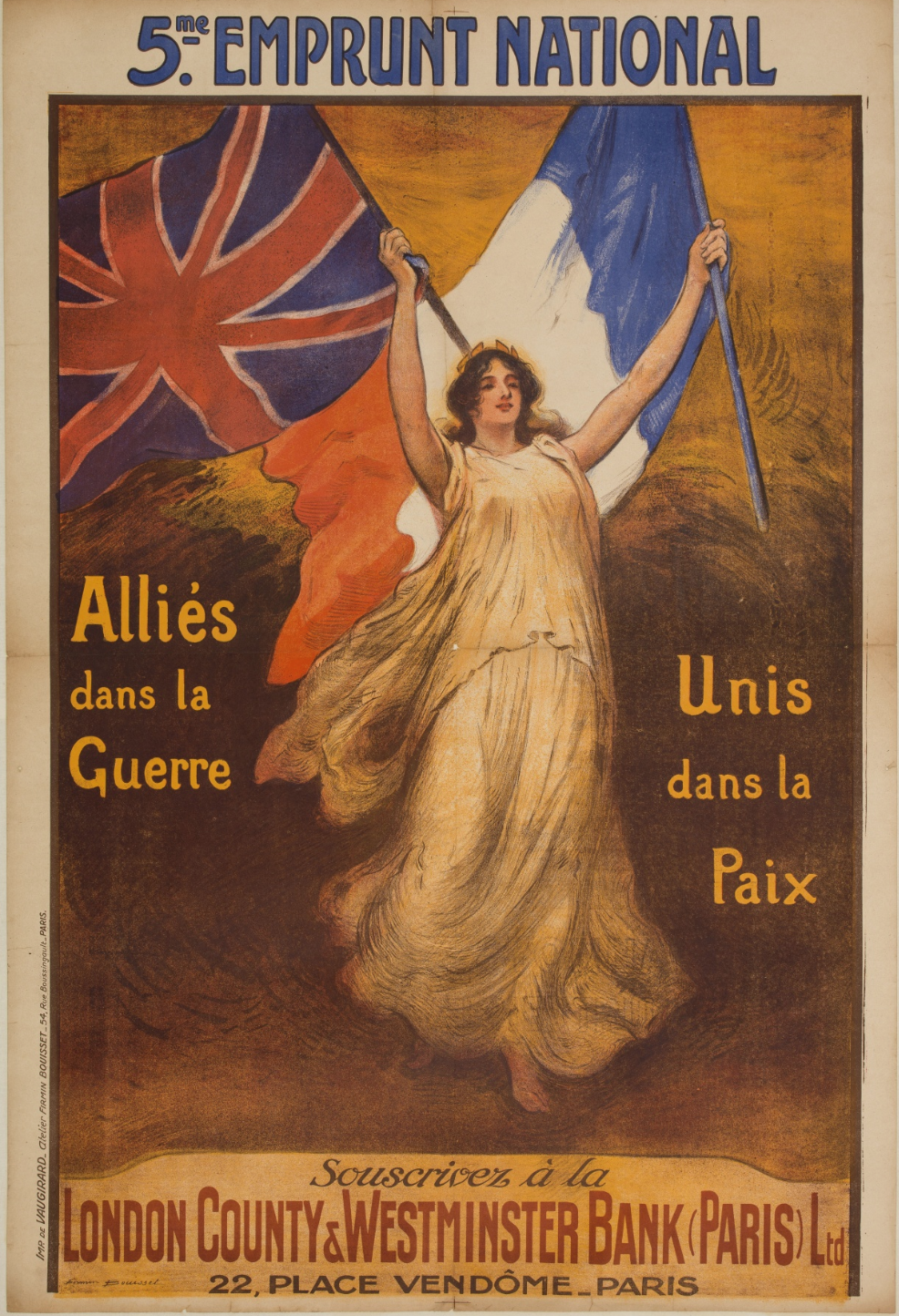
5e Emprunt national (1919), affiche.

## Élèves
- Jane Atché[11]
- Alice Desca